# Tito Sotto
Vicente « Tito » Castelo Sotto III, né le 24 août 1948 à Manille, est un homme politique, acteur, artiste et athlète philippin. Il est le 23e président du Sénat des Philippines de 2018 à 2022.
Chef de la minorité au Sénat à deux reprises, il a effectué quatre mandats au Sénat, de 1992 à 2004 et de 2010 à 2022. Il s'est présenté sans succès à la vice-présidence aux élections de 2022.
Avant cette carrière politique, il fut un acteur, producteur de musique, auteur-compositeur-interprète, musicien, ainsi que membre de l'équipe nationale de bowling médaillé aux Jeux asiatiques de 1978. Il est également co-pésentateur de Eat Bulaga!, l'une des plus anciennes émissions de la télévision philippine.

## Biographie
Né le 24 août 1948, il a comme frères Val Sotto (en), Vic Sotto (en) et Marcelino Jr. Son grand-père paternel est l'ancien sénateur Vicente Sotto (en) (1877-1950), principal rédacteur d'une loi sur la liberté de la presse, et son frère Filemon (1872-1966) fut l'un des principaux artisans de la constitution de 1935, prélude au Commonwealth des Philippines.
Sa carrière musicale commença dans les années 1960 quand il rejoignit le groupe de son frère Val qui faisait des reprises de The Dave Clark Five, et prit différentes directions. Il composa des musiques de films, comme celle du film Fureur aveugle, série B qui conte l'histoire de 5 aveugles adeptes des arts martiaux réalisant un braquage de banque. Il composa aussi des chansons, comme Magkaisa (en), l'une des trois chansons iconiques de la révolution de 1986 qui mit un terme au règne de Ferdinand Marcos, et qui fut aussi interprétée par Sarah Geronimo aux funérailles de Corazon Aquino.
De 1988 à 1992, il fut vice-maire de Quezon City, l'ancienne capitale, qui porte le nom d'un ancien président, Manuel Quezón. Durant cette période, il fut aussi vice-président du Citizens' Drugwatch.
Il fut élu une première fois au Sénat en 1992 et réélu en 1998.
Le 30 avril et le premier mai 2001, de concert avec Juan Ponce Enrile, Gregorio Honasan (en), Panfilo Lacson (en) et Miriam Defensor Santiago, il fut l'un des participants à l'EDSA III (en), une vague de protestations contre la destitution de Joseph Estrada.
En tant que membre du Nationalist People's Coalition, il est élu au Sénat en 2010 et réélu en 2016 en tant que membre de la coalition menée par le PDP-Laban, le parti de Rodrigo Duterte, président des Philippines.
En 2017, il suscita une controverse en reprochant à Judy Taguiwalo (en) d'être une mère célibataire.
En 1982, alors que son frère Vic (ainsi que les comédiens Joey de Leon (en) et Richie D'Horsie (en) était accusé de viol en réunion par l'actrice Pepsi Paloma (âgée de 14 ans) et risquait la chaise électrique, il l'aurait contrainte à renoncer à son accusation avec un revolver posé sur la table. Peu avant sa mort, dans un entretien non diffusé par ABS-CBN, le tueur à gages Kit Mateo aurait confessé son exécution (Pepsi Paloma fut retrouvée pendue à l'âge de 19 ans),.
Il a diffusé une vidéo complotiste sur les armes biologiques lors d'une audience au Sénat en février 2020, suggérant que l'épidémie de coronavirus était une guerre biologique menée contre la Chine,.

## Filmographie

### Comme compositeur
- 1973 : Il était une fois Bruce Lee
- 1976 : Fureur aveugle